# Plexipomisis elegans
Plexipomisis elegans is een zachte koraalsoort uit de familie Isididae. De koraalsoort komt uit het geslacht Plexipomisis. Plexipomisis elegans werd in 1911 voor het eerst wetenschappelijk beschreven door Thomson & Mackinnon. 